# DS-Malterre

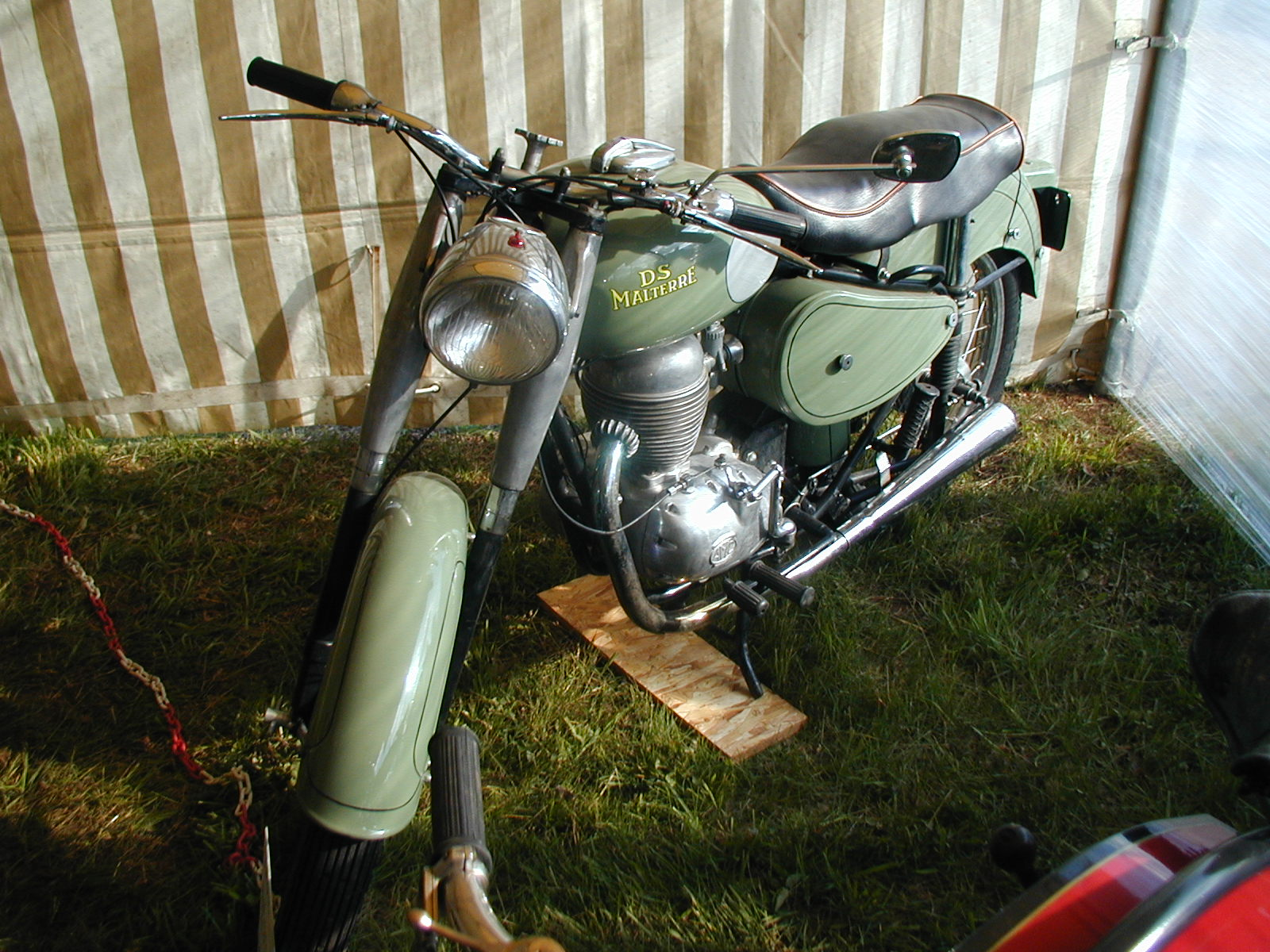
DS-Malterre 175-m9

Établissement Malterre Frères war ein französischer Hersteller von Motorrädern und Automobilen.

## Unternehmensgeschichte
Das Unternehmen aus Paris begann 1920 mit der Produktion von Motorrädern. Der Markenname lautete DS-Malterre, wobei das DS für Deblades & Sigrand stand. 1958 endete die Produktion. Zwischen 1955 und 1956 entstanden auch Automobile.

## Fahrzeuge

### Motorräder
Das erste Modell war mit einem Einzylindermotor mit 500 cm³ Hubraum ausgestattet und wurde bis 1956 produziert. Nach dem Zweiten Weltkrieg wurden Zweitaktmotoren von AMC, Sachs und Ydral mit 123 bis 248 cm³ Hubraum verwendet.

### Automobile
1954 begann die Entwicklung eines Kleinwagens. Es war ein Dreirad mit einer geschlossenen Coupé-Karosserie. Die Einbaumotoren von Sotecma und Ydral mit wahlweise 125 oder 175 cm³ Hubraum leisteten 6 bis 8 PS und trieben über eine Kette das einzelne Hinterrad an. 1958 wurde das Projekt aufgegeben.